# Гамбург-Альтштадт
Гамбург-Альтштадт (нім. Hamburg-Altstadt) — частина району Гамбург-Центр вільного та ганзейського міста Гамбург. Разом із міською частиною Нойштадт на заході він утворює центр Гамбурга.